# H-TCP
H-TCP és una altra implementació de TCP amb un algorisme de control de congestió optimitzat per a xarxes d'alta velocitat amb alta latència (LFN: Long Fat Networks). Va ser creat per investigadors de l'Institut Hamilton d'Irlanda.
H-TCP és un mòdul opcional a Linux des de la versió 2.6 del nucli, i s'ha implementat per a FreeBSD 7.

## Principis de funcionament
H-TCP és un algorisme basat en pèrdues, que utilitza augment additiu/disminució multiplicativa (AIMD) per controlar la finestra de congestió de TCP. És un dels molts algorismes d'evitació de la congestió de TCP que pretén augmentar l'agressivitat de TCP en camins de producte amb retard d'ample de banda (BDP) elevat, alhora que es manté la "amabilitat TCP" per a camins BDP petits. H-TCP augmenta la seva agressivitat (en particular, la taxa d'augment de l'additiu) a mesura que augmenta el temps des de la pèrdua anterior. D'aquesta manera s'evita el problema que troben HSTCP i BIC TCP de fer els fluxos més agressius si les seves finestres ja són grans. Per tant, es pot esperar que els nous fluxos convergin cap a l'equitat més ràpidament amb HTCP que amb HSTCP i BIC TCP.

## Fortaleses i debilitats
Un efecte secundari d'augmentar la taxa d'augment a mesura que augmenta el temps transcorregut des de la pèrdua de l'últim paquet és que els fluxos que no perden un paquet quan ho fan altres fluxos, poden prendre una part injusta de l'ample de banda. Les tècniques per superar-ho estan actualment en fase d'investigació.
La implementació de Linux d'H-TCP també té una opció per evitar la "injustícia RTT", que es produeix a TCP Reno, però és un problema particular per a la majoria de variants d'alta velocitat de TCP (encara que no FAST TCP).

## Nom
L'algorisme es va introduir inicialment com a H-TCP, sense esmentar què significa la "H". No obstant això, sovint s'anomena "Hamilton TCP", per a l'Institut Hamilton on es va crear.